# Nargis
Nargis – miejscowość i gmina we Francji, w Regionie Centralnym, w departamencie Loiret.
Według danych na rok 1990 gminę zamieszkiwało 931 osób, a gęstość zaludnienia wynosiła 42 osoby/km² (wśród 1842 gmin Centre, Nargis plasuje się na 423. miejscu pod względem liczby ludności, natomiast pod względem powierzchni na miejscu 587.).